# 绿水镇 (来凤县)
绿水镇是中华人民共和国湖北省恩施土家族苗族自治州来凤县下辖的一个镇。
2011年11月7日，湖北省民政厅批复同意撤销绿水乡，设立绿水镇。

## 行政区划
绿水镇下辖以下村级行政区划单位：
上寨社区、四合村、老寨村、沙子田村、周家湾村、香沟村、梅子树村、新溪沟村、老鹰岩村、贵帽山村、兰马山村、大堰塘村、小坳村、大坪村、施南坪村、田家寨村、体河村和康家沟村。